# Élections législatives de 1997 en Seine-et-Marne
Les élections législatives françaises de 1997 se déroulent les 25 mai et 1er juin 1997. Dans le département de la Seine-et-Marne, neuf députés sont à élire dans le cadre de neuf circonscriptions.

## Élus
| Circonscription                                 | Député sortant                           | Parti | Parti    | Député élu ou réélu | Parti | Parti |
| ----------------------------------------------- | ---------------------------------------- | ----- | -------- | ------------------- | ----- | ----- |
| 1re                                             | Jean-Claude Mignon                       |       | RPR      | Jean-Claude Mignon  |       | RPR   |
| 2e                                              | Didier Julia                             |       | RPR      | Didier Julia        |       | RPR   |
| 3e                                              | Pierre Carassus                          |       | MDC      | Pierre Carassus     |       | MDC   |
| 4e                                              | Christian Jacob                          |       | RPR      | Christian Jacob     |       | RPR   |
| 5e                                              | Jean-François Copé suppléant de Guy Drut |       | RPR      | Guy Drut            |       | RPR   |
| 6e                                              | Pierre Quillet*                          |       | RPR      | Nicole Bricq        |       | PS    |
| 7e                                              | Charles Cova                             |       | RPR      | Charles Cova        |       | RPR   |
| 8e                                              | Gérard Jeffray                           |       | UDF (PR) | Daniel Vachez       |       | PS    |
| 9e                                              | Jean-Pierre Cognat                       |       | RPR      | Jacques Heuclin     |       | PS    |
| * député sortant ne se représentant pas en 1997 |                                          |       |          |                     |       |       |

## Résultats

### Analyse
Après le quasi-balayage de la droite aux élections précédentes, la gauche gagne 4 sièges, retrouvant ainsi le rapport de force issu des élections de 1988. L'équilibre interne à la droite devient nettement favorable au RPR au détriment de l'UDF qui perd son unique siège à Torcy.

### Résultats à l'échelle du département
| Parti          | Parti                                    | Premier tour | Premier tour | Second tour | Second tour | Sièges |
| Parti          | Parti                                    | Voix         | %            | Voix        | %           | Sièges |
| -------------- | ---------------------------------------- | ------------ | ------------ | ----------- | ----------- | ------ |
|                | Parti socialiste                         | 95 576       | 22,26        | 188 347     | 41,27       | 3      |
|                | Parti communiste français                | 32 100       | 7,48         |             |             | 0      |
|                | Mouvement des citoyens                   | 16 836       | 3,92         | 23 141      | 5,07        | 1      |
|                | Les Verts                                | 8 098        | 1,89         |             |             | 0      |
|                | Divers gauche                            | 6 063        | 1,41         | 0           |             |        |
|                | Gauche plurielle                         | 158 673      | 36,96        | 211 488     | 46,34       | 4      |
|                |                                          |              |              |             |             |        |
|                | Rassemblement pour la République         | 118 598      | 27,63        | 195 680     | 42,88       | 5      |
|                | Union pour la démocratie française       | 12 728       | 2,96         | 25 333      | 5,55        | 0      |
|                | La Droite indépendante                   | 12 547       | 2,92         |             |             | 0      |
|                | Divers droite                            | 4 742        | 1,10         | 0           |             |        |
|                | Droite parlementaire                     | 148 615      | 34,62        | 221 013     | 48,43       | 5      |
|                |                                          |              |              |             |             |        |
|                | Front national                           | 80 692       | 18,80        | 23 882      | 5,23        | 0      |
|                | Divers écologiste dont LT-LNÉ, MÉI et GÉ | 21 574       | 5,03         |             |             | 0      |
|                | Extrême gauche dont LO et PT             | 14 544       | 3,39         | 0           |             |        |
|                | Extrême droite                           | 4 354        | 1,01         | 0           |             |        |
|                | Divers dont PLN                          | 828          | 0,19         | 0           |             |        |
|                |                                          |              |              |             |             |        |
| Inscrits       | Inscrits                                 | 683 516      | 100,00       | 683 472     | 100,00      | 9      |
| Abstentions    | Abstentions                              | 235 952      | 34,52        | 204 500     | 29,92       |        |
| Votants        | Votants                                  | 447 564      | 65,48        | 478 972     | 70,08       |        |
| Blancs et nuls | Blancs et nuls                           | 18 284       | 4,09         | 22 589      | 4,72        |        |
| Exprimés       | Exprimés                                 | 429 280      | 95,91        | 456 383     | 95,28       |        |

### Résultats par circonscription

#### Première circonscription (Melun - Savigny-le-Temple)
| Candidat       | Candidat                         | Parti             | Premier tour | Premier tour | Second tour | Second tour |  |
| Candidat       | Candidat                         | Parti             | Voix         | %            | Voix        | %           |  |
| -------------- | -------------------------------- | ----------------- | ------------ | ------------ | ----------- | ----------- |  |
|                | Jean-Claude Mignon sortant réélu | RPR               | 16 571       | 33,94        | 27 687      | 54,11       |  |
|                | Jean-Louis Mouton                | PS                | 11 657       | 23,88        | 23 481      | 45,89       |  |
|                | Gérard Chrisment                 | FN                | 7 195        | 14,74        |             |             |  |
|                | Lionel Walker                    | Divers gauche     | 3 082        | 6,31         |             |             |  |
|                | Karine Jarry                     | PCF               | 2 978        | 6,1          |             |             |  |
|                | Jean-François Zimmer             | Les Verts         | 1 855        | 3,8          |             |             |  |
|                | Daniel Lioubowny                 | LO                | 1 449        | 2,97         |             |             |  |
|                | Michel Isabelle                  | GÉ                | 1 165        | 2,39         |             |             |  |
|                | Paul Trousseau                   | LDI (MPF)         | 1 085        | 2,22         |             |             |  |
|                | Frédéric Mathey                  | Divers gauche     | 899          | 1,84         |             |             |  |
|                | Jean-Jacques Beyssi              | Divers écologiste | 589          | 1,21         |             |             |  |
|                | Jean-Luc Bonnet                  | Divers gauche     | 154          | 0,32         |             |             |  |
|                | Daniel Chalons                   | MDR               | 132          | 0,27         |             |             |  |
|                | Jean Debost                      | Divers droite     | 8            | 0,02         |             |             |  |
|                | Emmanuel Saïdi                   | Divers gauche     | 0            | 0            |             |             |  |
|                |                                  |                   |              |              |             |             |  |
| Inscrits       | Inscrits                         | Inscrits          | 79 368       | 100,00       | 79 367      | 100,00      |  |
| Abstentions    | Abstentions                      | Abstentions       | 28 769       | 36,25        | 25 470      | 32,09       |  |
| Votants        | Votants                          | Votants           | 50 599       | 63,75        | 53 897      | 67,91       |  |
| Blancs et nuls | Blancs et nuls                   | Blancs et nuls    | 1 780        | 3,52         | 2 729       | 5,06        |  |
| Exprimés       | Exprimés                         | Exprimés          | 48 819       | 96,48        | 51 168      | 94,94       |  |

#### Deuxième circonscription (Fontainebleau)
| Candidat       | Candidat                   | Parti          | Premier tour | Premier tour | Second tour | Second tour |  |
| Candidat       | Candidat                   | Parti          | Voix         | %            | Voix        | %           |  |
| -------------- | -------------------------- | -------------- | ------------ | ------------ | ----------- | ----------- |  |
|                | Didier Julia sortant réélu | RPR            | 17 670       | 39,18        | 26 983      | 58,87       |  |
|                | Nelly Renaud-Touchard      | PS             | 9 088        | 20,15        | 18 855      | 41,13       |  |
|                | Gérard Louis               | FN             | 7 872        | 17,46        |             |             |  |
|                | Liliane Ganille            | PCF            | 2 663        | 5,91         |             |             |  |
|                | Philippe Mouche            | Les Verts      | 1 924        | 4,27         |             |             |  |
|                | Frédéric Fournier          | LDI (MPF)      | 1 542        | 3,42         |             |             |  |
|                | Marie-Adélaïde Doublet     | LO             | 1 276        | 2,83         |             |             |  |
|                | Emmanuel Mignon            | GÉ             | 1 192        | 2,64         |             |             |  |
|                | Pierre Prieur              | MDC            | 654          | 1,45         |             |             |  |
|                | Bernard Montagnon          | Divers droite  | 624          | 1,38         |             |             |  |
|                | Michel Risacher            | PT             | 363          | 0,8          |             |             |  |
|                | Pierre-Alexandre Dissat    | Divers gauche  | 225          | 0,5          |             |             |  |
|                | Pascal Néel                | Sans étiquette | 1            | 0            |             |             |  |
|                |                            |                |              |              |             |             |  |
| Inscrits       | Inscrits                   | Inscrits       | 69 739       | 100,00       | 69 727      | 100,00      |  |
| Abstentions    | Abstentions                | Abstentions    | 22 882       | 32,81        | 21 185      | 30,38       |  |
| Votants        | Votants                    | Votants        | 46 857       | 67,19        | 48 542      | 69,62       |  |
| Blancs et nuls | Blancs et nuls             | Blancs et nuls | 1 763        | 3,76         | 2 704       | 5,57        |  |
| Exprimés       | Exprimés                   | Exprimés       | 45 094       | 96,24        | 45 838      | 94,43       |  |

#### Troisième circonscription (Melun - Montereau)
| Candidat       | Candidat                      | Parti             | Premier tour | Premier tour | Second tour | Second tour |  |
| Candidat       | Candidat                      | Parti             | Voix         | %            | Voix        | %           |  |
| -------------- | ----------------------------- | ----------------- | ------------ | ------------ | ----------- | ----------- |  |
|                | Yves Jégo                     | RPR               | 13 397       | 30,5         | 22 667      | 49,48       |  |
|                | Pierre Carassus sortant réélu | MDC (PCF)         | 12 021       | 27,37        | 23 141      | 50,52       |  |
|                | Jean-François Jalkh           | FN                | 8 466        | 19,28        |             |             |  |
|                | Stéphane Mathieu              | Extrême droite    | 2 866        | 6,53         |             |             |  |
|                | Frédéric Castello             | LO                | 1 521        | 3,46         |             |             |  |
|                | Dominique Béneteau            | Extrême droite    | 1 488        | 3,39         |             |             |  |
|                | Hélène Lienhardt              | Divers écologiste | 1 358        | 3,09         |             |             |  |
|                | Marie-Claude De Marcos        | GÉ                | 1 321        | 3,01         |             |             |  |
|                | Denis Jullemier               | LDI (MPF)         | 1 139        | 2,59         |             |             |  |
|                | Philippe Lassiaz Delaunes     | Extrême droite    | 344          | 0,78         |             |             |  |
|                | Emmanuelle Flachot            | Extrême droite    | 0            | 0            |             |             |  |
|                |                               |                   |              |              |             |             |  |
| Inscrits       | Inscrits                      | Inscrits          | 69 945       | 100,00       | 69 946      | 100,00      |  |
| Abstentions    | Abstentions                   | Abstentions       | 24 085       | 34,43        | 21 367      | 30,55       |  |
| Votants        | Votants                       | Votants           | 45 860       | 65,57        | 48 579      | 69,45       |  |
| Blancs et nuls | Blancs et nuls                | Blancs et nuls    | 1 939        | 4,23         | 2 771       | 5,7         |  |
| Exprimés       | Exprimés                      | Exprimés          | 43 921       | 95,77        | 45 808      | 94,3        |  |

#### Quatrième circonscription (Provins)
| Candidat       | Candidat                      | Parti             | Premier tour | Premier tour | Second tour | Second tour |  |
| Candidat       | Candidat                      | Parti             | Voix         | %            | Voix        | %           |  |
| -------------- | ----------------------------- | ----------------- | ------------ | ------------ | ----------- | ----------- |  |
|                | Christian Jacob sortant réélu | RPR               | 16 571       | 33,94        | 22 524      | 44,22       |  |
|                | Jacques Gérard                | FN                | 10 569       | 22,84        | 8 757       | 17,19       |  |
|                | Dominique Binet               | PS                | 10 031       | 21,67        | 19 656      | 38,59       |  |
|                | Yves Rouveyre                 | PCF               | 4 371        | 9,44         |             |             |  |
|                | Jacques Durrande              | LDI (MPF)         | 1 889        | 4,08         |             |             |  |
|                | François Bouygues             | GÉ                | 1 671        | 3,61         |             |             |  |
|                | Didier Sambourg               | Divers droite     | 1 187        | 2,56         |             |             |  |
|                | Françoise Cottin              | PT                | 1 169        | 2,53         |             |             |  |
|                | Philippe Acloque              | Divers écologiste | 791          | 1,71         |             |             |  |
|                | Frédéric Paquin               | Divers gauche     | 458          | 0,99         |             |             |  |
|                | Manuel-Benjamin Gonçalves     | Divers            | 128          | 0,3          |             |             |  |
|                |                               |                   |              |              |             |             |  |
| Inscrits       | Inscrits                      | Inscrits          | 72 174       | 100,00       | 72 165      | 100,00      |  |
| Abstentions    | Abstentions                   | Abstentions       | 23 540       | 32,62        | 19 518      | 27,05       |  |
| Votants        | Votants                       | Votants           | 48 634       | 67,38        | 52 647      | 72,95       |  |
| Blancs et nuls | Blancs et nuls                | Blancs et nuls    | 2 350        | 4,83         | 1 710       | 3,25        |  |
| Exprimés       | Exprimés                      | Exprimés          | 46 284       | 95,17        | 50 937      | 96,75       |  |

#### Cinquième circonscription (Meaux - Coulommiers)
| Candidat       | Candidat                | Parti             | Premier tour | Premier tour | Second tour | Second tour |  |
| Candidat       | Candidat                | Parti             | Voix         | %            | Voix        | %           |  |
| -------------- | ----------------------- | ----------------- | ------------ | ------------ | ----------- | ----------- |  |
|                | Guy Drut sortant réélu  | RPR               | 15 828       | 33,3         | 23 733      | 45,32       |  |
|                | Marie Richard           | PS                | 11 725       | 24,67        | 20 990      | 40,08       |  |
|                | Didier Coquard          | FN                | 9 777        | 20,57        | 7 647       | 14,6        |  |
|                | Jean-Jacques Jego       | PCF               | 3 702        | 7,79         |             |             |  |
|                | Patrice André           | LO                | 1 360        | 2,86         |             |             |  |
|                | Jean-Marc Bost          | LDI (CNIP)        | 1 350        | 2,84         |             |             |  |
|                | Michel Lambert          | GÉ                | 1 027        | 2,16         |             |             |  |
|                | François-Michel Lambert | Divers écologiste | 689          | 1,45         |             |             |  |
|                | Gérard Pierrot          | LT-LNÉ            | 554          | 1,17         |             |             |  |
|                | Laurent Tribouillard    | PT                | 471          | 0,99         |             |             |  |
|                | Camille Garbell         | MÉI               | 418          | 0,88         |             |             |  |
|                | Daniel Trouble          | Divers gauche     | 217          | 0,46         |             |             |  |
|                | Patrick Besson          | IR                | 211          | 0,44         |             |             |  |
|                | Antoine de Kerdrel      | Divers droite     | 177          | 0,37         |             |             |  |
|                | Christophe Pindon       | Divers gauche     | 26           | 0,05         |             |             |  |
|                |                         |                   |              |              |             |             |  |
| Inscrits       | Inscrits                | Inscrits          | 74 151       | 100,00       | 74 147      | 100,00      |  |
| Abstentions    | Abstentions             | Abstentions       | 24 551       | 33,11        | 20 281      | 27,35       |  |
| Votants        | Votants                 | Votants           | 49 600       | 66,89        | 53 866      | 72,65       |  |
| Blancs et nuls | Blancs et nuls          | Blancs et nuls    | 2 068        | 4,17         | 1 496       | 2,78        |  |
| Exprimés       | Exprimés                | Exprimés          | 47 532       | 95,83        | 52 370      | 97,22       |  |

#### Sixième circonscription (Meaux - Mitry-Mory)
| Candidat       | Candidat                | Parti          | Premier tour | Premier tour | Second tour | Second tour |  |
| Candidat       | Candidat                | Parti          | Voix         | %            | Voix        | %           |  |
| -------------- | ----------------------- | -------------- | ------------ | ------------ | ----------- | ----------- |  |
|                | Jean-François Copé      | RPR            | 13 028       | 28,72        | 20 066      | 40,73       |  |
|                | Nicole Bricq élue       | PS             | 10 339       | 22,79        | 21 720      | 44,09       |  |
|                | Marie-Christine Arnautu | FN             | 9 800        | 21,6         | 7 478       | 15,18       |  |
|                | Jean-Pierre Bontoux     | PCF            | 6 716        | 14,81        |             |             |  |
|                | Alexandre Figour        | GÉ             | 2 592        | 5,71         |             |             |  |
|                | Georges Millot          | LO             | 1 571        | 3,46         |             |             |  |
|                | Bernard Chalumeau       | LDI (MPF)      | 1 109        | 2,44         |             |             |  |
|                | Khoudir Khaldi          | Divers gauche  | 207          | 0,46         |             |             |  |
|                |                         |                |              |              |             |             |  |
| Inscrits       | Inscrits                | Inscrits       | 70 116       | 100,00       | 70 107      | 100,00      |  |
| Abstentions    | Abstentions             | Abstentions    | 22 896       | 32,65        | 19 386      | 27,65       |  |
| Votants        | Votants                 | Votants        | 47 220       | 67,35        | 50 721      | 72,35       |  |
| Blancs et nuls | Blancs et nuls          | Blancs et nuls | 1 858        | 3,93         | 1 457       | 2,87        |  |
| Exprimés       | Exprimés                | Exprimés       | 45 362       | 96,07        | 49 264      | 97,13       |  |

#### Septième circonscription (Chelles)
| Candidat       | Candidat                   | Parti          | Premier tour | Premier tour | Second tour | Second tour |  |
| Candidat       | Candidat                   | Parti          | Voix         | %            | Voix        | %           |  |
| -------------- | -------------------------- | -------------- | ------------ | ------------ | ----------- | ----------- |  |
|                | Jean-Paul Planchou         | PS             | 13 822       | 29,03        | 25 140      | 49,89       |  |
|                | Charles Cova sortant réélu | RPR            | 13 794       | 28,97        | 25 251      | 50,11       |  |
|                | Pierre-Jean Prillard       | FN             | 9 514        | 19,98        |             |             |  |
|                | Serge Goutmann             | PCF            | 3 891        | 8,17         |             |             |  |
|                | Daniel De Beckers          | GÉ             | 1 652        | 3,47         |             |             |  |
|                | Jacques Beunèche           | LO             | 1 541        | 3,24         |             |             |  |
|                | Auguste Victoria           | Divers         | 1 309        | 2,75         |             |             |  |
|                | Georges Berthu             | LDI (MPF)      | 1 190        | 2,5          |             |             |  |
|                | Patrice Romain             | MÉI            | 585          | 1,23         |             |             |  |
|                | Raphaël Dargent            | Extrême droite | 315          | 0,66         |             |             |  |
|                | Marie-Christine Dupeyrat   | Divers         | 1            | 0            |             |             |  |
|                |                            |                |              |              |             |             |  |
| Inscrits       | Inscrits                   | Inscrits       | 77 582       | 100,00       | 77 582      | 100,00      |  |
| Abstentions    | Abstentions                | Abstentions    | 28 207       | 36,36        | 24 359      | 31,4        |  |
| Votants        | Votants                    | Votants        | 49 375       | 63,64        | 53 223      | 68,6        |  |
| Blancs et nuls | Blancs et nuls             | Blancs et nuls | 1 761        | 3,57         | 2 832       | 5,32        |  |
| Exprimés       | Exprimés                   | Exprimés       | 47 614       | 96,43        | 50 391      | 94,68       |  |

#### Huitième circonscription (Torcy)
| Candidat       | Candidat               | Parti          | Premier tour | Premier tour | Second tour | Second tour |  |
| Candidat       | Candidat               | Parti          | Voix         | %            | Voix        | %           |  |
| -------------- | ---------------------- | -------------- | ------------ | ------------ | ----------- | ----------- |  |
|                | Gérard Jeffray sortant | UDF (PR)       | 12 728       | 24,97        | 25 333      | 46,79       |  |
|                | Daniel Vachez élu      | PS             | 12 419       | 24,36        | 28 812      | 53,21       |  |
|                | Claude Heintz          | FN             | 8 196        | 16,08        |             |             |  |
|                | Daniel Brunel          | PCF            | 4 380        | 8,59         |             |             |  |
|                | Jean-Pierre Fourré     | MDC            | 4 160        | 8,16         |             |             |  |
|                | Alain Rist             | Les Verts      | 1 966        | 3,86         |             |             |  |
|                | Thierry Omnès          | LDI (MPF)      | 1 555        | 3,05         |             |             |  |
|                | Christiane Duprey      | LO             | 1 519        | 2,98         |             |             |  |
|                | Élisabeth Correia      | GÉ             | 1 098        | 2,15         |             |             |  |
|                | Fabrice David          | LT-LNÉ         | 724          | 1,42         |             |             |  |
|                | Michel Carbonel        | US4J           | 598          | 1,17         |             |             |  |
|                | Bernard Bienne         | Divers         | 583          | 1,14         |             |             |  |
|                | Abdelkrim Sarouli      | Divers droite  | 375          | 0,74         |             |             |  |
|                | Éric Sorokine          | PT             | 361          | 0,71         |             |             |  |
|                | Brigitte Hallais       | IR             | 230          | 0,45         |             |             |  |
|                | Daniel Enselme         | PLN            | 91           | 0,18         |             |             |  |
|                |                        |                |              |              |             |             |  |
| Inscrits       | Inscrits               | Inscrits       | 83 753       | 100,00       | 83 750      | 100,00      |  |
| Abstentions    | Abstentions            | Abstentions    | 30 597       | 36,53        | 26 266      | 31,36       |  |
| Votants        | Votants                | Votants        | 53 156       | 63,47        | 57 484      | 68,64       |  |
| Blancs et nuls | Blancs et nuls         | Blancs et nuls | 2 173        | 4,09         | 3 339       | 5,81        |  |
| Exprimés       | Exprimés               | Exprimés       | 50 983       | 95,91        | 54 145      | 94,19       |  |

#### Neuvième circonscription (Pontault-Combault)
| Candidat       | Candidat                   | Parti             | Premier tour | Premier tour | Second tour | Second tour |  |
| Candidat       | Candidat                   | Parti             | Voix         | %            | Voix        | %           |  |
| -------------- | -------------------------- | ----------------- | ------------ | ------------ | ----------- | ----------- |  |
|                | Jacques Heuclin élu        | PS                | 16 495       | 30,73        | 29 693      | 52,59       |  |
|                | Jean-Pierre Cognat sortant | RPR               | 14 299       | 26,64        | 26 769      | 47,41       |  |
|                | Jean-Christophe Collette   | FN                | 9 303        | 17,33        |             |             |  |
|                | Martial Gélinat            | PCF               | 3 399        | 6,33         |             |             |  |
|                | Guy Mouney                 | LO                | 1 943        | 3,62         |             |             |  |
|                | Georges Aimé               | LDI (MPF)         | 1 693        | 3,15         |             |             |  |
|                | Karima Benharrat           | Les Verts         | 1 556        | 2,9          |             |             |  |
|                | Fabrice Martinez           | GÉ                | 1 449        | 2,7          |             |             |  |
|                | Jean Calvet                | Divers écologiste | 1 221        | 2,27         |             |             |  |
|                | Guy Marchand               | Divers droite     | 1 202        | 2,24         |             |             |  |
|                | Boris Fedorovsky           | MÉI               | 383          | 0,71         |             |             |  |
|                | Daniel Le Goff             | Extrême droite    | 373          | 0,69         |             |             |  |
|                | Sophie Bouju               | IR                | 355          | 0,66         |             |             |  |
|                | Sylvie Vente               | Divers écologiste | 0            | 0            |             |             |  |
|                |                            |                   |              |              |             |             |  |
| Inscrits       | Inscrits                   | Inscrits          | 86 688       | 100,00       | 86 681      | 100,00      |  |
| Abstentions    | Abstentions                | Abstentions       | 30 425       | 35,1         | 26 668      | 30,77       |  |
| Votants        | Votants                    | Votants           | 56 263       | 64,9         | 60 013      | 69,23       |  |
| Blancs et nuls | Blancs et nuls             | Blancs et nuls    | 2 592        | 4,61         | 3 551       | 5,92        |  |
| Exprimés       | Exprimés                   | Exprimés          | 53 671       | 95,39        | 56 462      | 94,08       |  |